# Vochysia pacifica
Vochysia pacifica är en tvåhjärtbladig växtart som beskrevs av José Cuatrecasas. Vochysia pacifica ingår i släktet Vochysia och familjen Vochysiaceae. Inga underarter finns listade i Catalogue of Life.